# مبدأ العادية
مبدأ العادية (بالإنجليزية: Mediocrity principle)‏ هو عبارة عن فكرة في فلسفة العلوم التي تقول بأنه لايوجد شيء مميز في الأنسان ولا في الأرض.  وهذا المبدأ أيضاً مبدأ كوبرنيكي, إما أن تستخدم كحدس مهني حول موقع الأرض أو كعبارة فلسفية حول مكانة البشرية.

## المبدأ

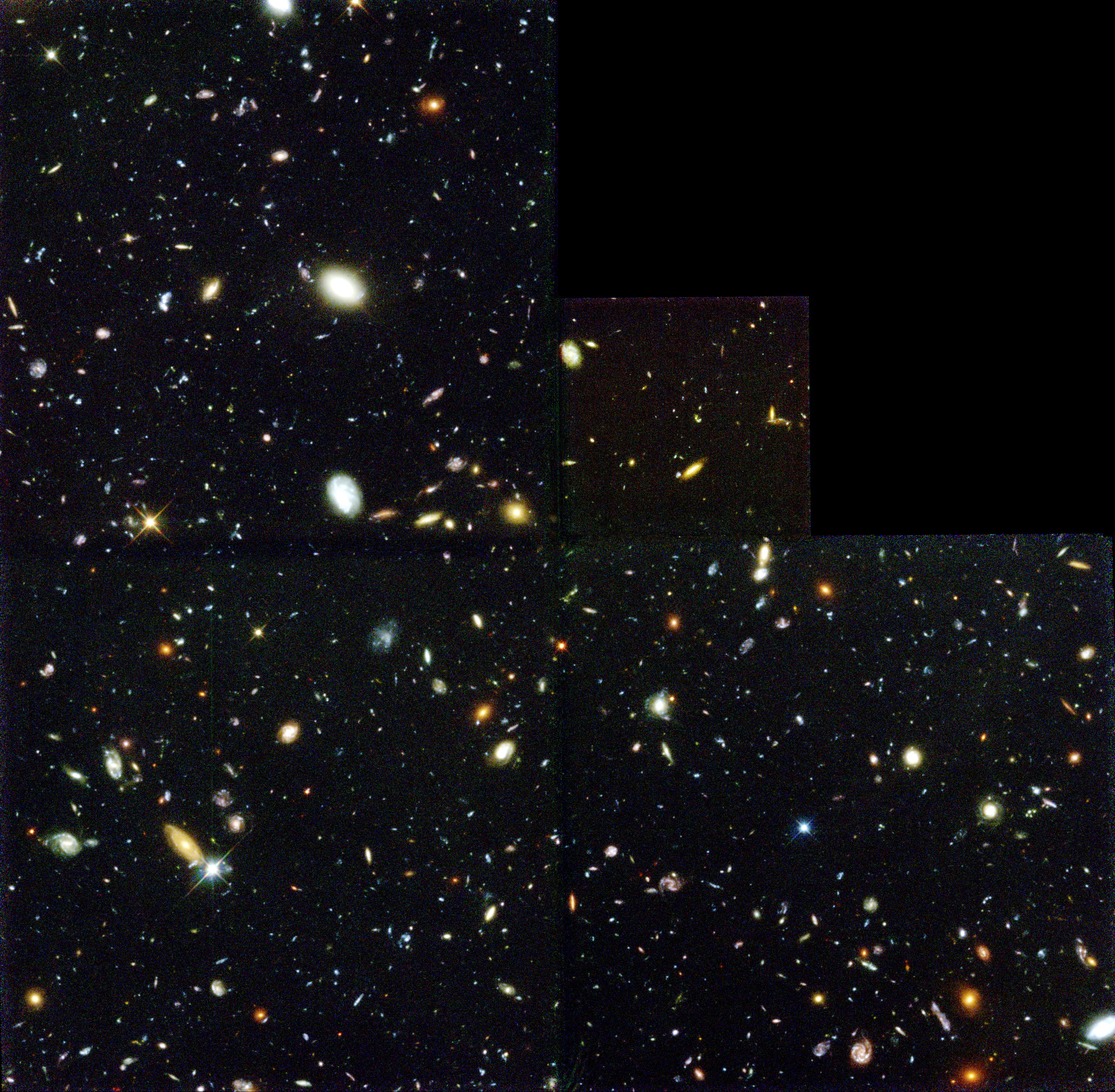
حقل هابل العميق هو بقعة سماوية تحتوي على آلاف المجرات, مما يجعلها واحدة من أفضل الأدلة الصورية لمبدأ العادية.

في سياق أوسع, يقول المبدأ العادية بأن: 
 (1) الحياة على الأرض تعتمد فقط على القليل من الجزيئات الرئيسية; 
(2) وأن العناصر التي تصنع هذه الجزيئات (مهما كانت صغيرة أو كبيرة) موجودة في جميع النجوم الأخرى,
(3) وأن قوانين العلوم التي نعرفها يمكن أن تُطبق على الكون بأكمله (ولا يوجد هناك سبب يمنع ذلك), 
(وأخيراً) وبإعطاء وقتاً كافياً– ستنشأ الحياة في أماكن أخرى في الكون.

وينطبق مبدأ العادية على الأرض وعلى البشرية أيضاً، وذلك اعتماداً على:
- الأدلة الأحفورية المدعومة بعلم الجينات التي أستنتجت بأن جميع البشر لهم سلف مشترك قبل نحو 100,000 عام ولديهم سلف مشترك مع الشامبانزي وقردة البونوبو قبل 6 ملايين عام. وبالتالي البشر جزء من الطبقة الحيوية, وليسوا بأعلى منها.
- يشترك دنا الإنسان مع دنا قردة الشامبانزي بنسبة 98%. وأن الشامبانزي قد خضعت لتغيرات جينية أكثر من البشر.[2]
- جواب سؤال شرودنغر الذي يقول ما هي الحياة؟ من خلال اكتشاف بنية الشريط المزدوج للدنا واختزال دراسة الحياة إلى الكيمياء العضوية, لاغيةً بذلك المذهب الحياتية التي كانت موجودة في القرون السابقة.
- إدوين هابل اكتشف بأن الكون أكبر مما كان يتوقعه الإنسان  بشكل كبير جداً. فمثال حقل هابل العميق الذي هومجرد  بقعة سماوية صغيرة جدا تحتوي على آلاف المجرات, مما يجعلها واحدة من أفضل الأدلة الصورية لمبدأ العادية.